# Vanuatu-Flughund

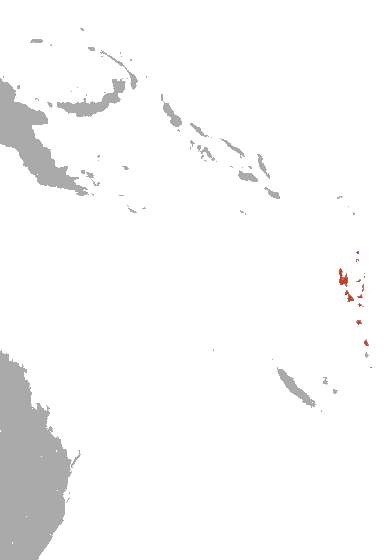
Verbreitungsgebiet mit Neuguinea und Australien im linken Bildteil

Der Vanuatu-Flughund (Pteropus anetianus) ist ein auf Vanuatu endemisches Fledertier in der Familie der Flughunde. Der nächste Verwandte dieser Art ist der Samoa-Flughund. Die Populationen der einzelnen Inseln werden als sechs bis sieben Unterarten geführt.

## Merkmale
Dieser schwanzlose Flughund ist mit einer Kopf-Rumpf-Länge von 155 bis 205 mm, einer Unterarmlänge von 117 bis 135 mm und einem durchschnittlichen Gewicht von 346 g ein mittelgroßer Vertreter der Gattung Pteropus. Er hat 30 bis 35 mm lange Hinterfüße und 20 bis 26 mm lange Ohren. Das allgemein rötliche Fell hat abhängig von der Population eine große Variation. Typisch für den Kopf sind eine kurze Schnauze mit schwarzen Nasenöffnungen, Augen mit kastanienbrauner Iris und abgerundete Ohren, die zur Hälfte im Fell versteckt liegen. Bis auf die cremefarbene Maske um Nase und Augen ist der Kopf mit dunkelbraunem Fell bedeckt. Oft kommt ein rötlicher Mantel um den Hals mit gelben Stellen an den Schultern vor. Auf der Rückseite wird das rotbraune Fell zum Hinterteil hin gelblicher. Die rotbraune Frontseite ist im Zentrum am dunkelsten. Der Vanuatu-Flughund hat schwarze Flughäute und das Zentrum der Schwanzflughaut ist mit Fell bedeckt. Im Gebiss sind die oberen Schneidezähne groß, die oberen Eckzähne klein und die Prämolaren hinter dem ersten Prämolar schmal. Im Unterkiefer folgt ein winziger Schneidezahn auf die inneren spatenförmigen Schneidezähne pro Seite.

## Verbreitung und Lebensweise
Die Art bewohnt die gesamte Inselgruppe, obwohl auf Tanna lange Zeit keine Exemplare registriert wurden. Dieser Flughund lebt in tropischen Regenwäldern und besucht Plantagen.
Die tagaktiven Tiere ruhen im Geäst der Bäume und bilden kleinere Gruppen. Sie fressen Blüten, Feigen, Brotfrüchte, Kokosnüsse und Früchte der Gattung Syzygium, Schraubenbäume sowie von Barringtonia edulis. Paarungsbereite Männchen sind aus der zeit von Oktober bis Januar bekannt. Die Nachkommen werden im August und September geboren.

## Gefährdung
Da die einzelnen Inseln recht klein sind, können Waldrodungen zum Aussterben der Art auf diesen führen. In gesamt Vanuatu wird dieser Flughund als Bushmeat gejagt. Waldbrände in den Jahren 2018 und 2019 haben die Gesamtpopulation schätzungsweise um 30 Prozent dezimiert. Die IUCN listet den Vanuatu-Flughund als gefährdet (vulnerable).